# Sporting Clube de Bustelo
El SC Bustelo es un equipo de fútbol de Portugal que juega en la Primera División de Aveiro, la cuarta liga de fútbol más importante del país.

## Historia
Fue fundado en el año 1922 en la ciudad de Oliveira de Azeméis en el Distrito de Aveiro y está afiliado a la Asociación de Fútbol de Aveiro, por lo que puede jugar en la Copa de Aveiro y ha podido jugar la Copa de Portugal algunas ocasiones. Nunca han jugado en la Primeira Liga.

## Palmarés
- Primera División de Aveiro: 2

1976/77, 2014/15
- Segunda División de Aveiro: 2

1966/67, 2007/08
- Copa de Aveiro: 2

2006/07, 2008/09
- Supercopa de Aveiro: 2

2006/07, 2008/09